# Okres Encs
Okres Encs (maďarsky Encsi járás) je okres v severovýchodním Maďarsku v župě Borsod-Abaúj-Zemplén. Rozloha okresu je 379,09 km² a žije v něm zhruba 21 562 obyvatel. Jeho správním centrem je město Encs.
Jihovýchodní částí okresu protéká řeka Hernád. Ve směru od jihozápadu k severovýchodu prochází okresem hlavní silnice č.3/E71 a souběžně s ní i železniční trať.
Sousedními okresy jsou: Abaúj-Hegyköz na východě, Sziksó na jihozápadě a Edelény na západě. Na severu pak hraničí se Slovenskem, s okresem Košice-okolí.

## Sídla
| Jméno obce | Typ obce  | Obyvatel (1. ledna 2011) | Rozloha (km²) |  |  | Jméno obce        | Typ obce | Obyvatel (1. ledna 2011) | Rozloha (km²) |
| ---------- | --------- | ------------------------ | ------------- |  |  | ----------------- | -------- | ------------------------ | ------------- |
| Encs       | okr.město | 6 197                    | 25,80         |  |  | Hernádpetri       | vesnice  | 254                      | 17,11         |
| Alsógagy   | vesnice   | 96                       | 6,28          |  |  | Hernádszentandrás | vesnice  | 465                      | 7,04          |
| Baktakék   | vesnice   | 716                      | 18,85         |  |  | Hernádvécse       | vesnice  | 1 001                    | 16,94         |
| Beret      | vesnice   | 274                      | 6,82          |  |  | Ináncs            | vesnice  | 1 268                    | 10,98         |
| Büttös     | vesnice   | 174                      | 18,22         |  |  | Kány              | vesnice  | 59                       | 9,25          |
| Csenyéte   | vesnice   | 451                      | 10,00         |  |  | Keresztéte        | vesnice  | 70                       | 4,01          |
| Csobád     | vesnice   | 680                      | 11,86         |  |  | Krasznokvajda     | vesnice  | 441                      | 11,44         |
| Detek      | vesnice   | 279                      | 9,72          |  |  | Litka             | vesnice  | 49                       | 6,70          |
| Fáj        | vesnice   | 364                      | 19,32         |  |  | Méra              | vesnice  | 1 754                    | 15,11         |
| Fancsal    | vesnice   | 301                      | 9,81          |  |  | Novajidrány       | vesnice  | 1 398                    | 14,35         |
| Felsőgagy  | vesnice   | 173                      | 14,47         |  |  | Perecse           | vesnice  | 40                       | 12,57         |
| Forró      | vesnice   | 2 466                    | 19,03         |  |  | Pusztaradvány     | vesnice  | 257                      | 7,18          |
| Fulókércs  | vesnice   | 400                      | 18,63         |  |  | Szalaszend        | vesnice  | 1 108                    | 18,26         |
| Gagyapáti  | vesnice   | 13                       | 3,26          |  |  | Szemere           | vesnice  | 373                      | 26,30         |
| Garadna    | vesnice   | 441                      | 9,78          |  |  |                   |          |                          |               |